# Зміїний регістр
Зміїний регістр (англ. snake_case) — стиль написання, у якому слова розділяються не пробілами, а символом підкреслення (_), причому кожне слово пишеться з малої літери.
Наприклад: привіт_світ, str_replace.

## Застосування
Зміїний регістр широко застосовується у програмуванні, зокрема у назвах змінних, функцій та класів, адже вони не можуть містити пробілів.
Зміїний регістр прийнятий як стандарт у наступних мовах програмування:
- Perl
- PHP — для назв змінних та функцій
- Python — для назв змінних, функцій та методів
- Ruby
- Rust — для назв змінних

Крім того, є різновид зміїного регістру, де всі слова пишуться великими літерами, наприклад, HELLO_WORLD. Такий стиль традиційно використовується для назв констант у різних мовах програмування.
Програмісти використовують зміїний регістр для того, щоб давати змінним, класам та методам змістовні назви (без використання пробілів), аби інші програмісти могли розуміти, яку дію виконує відповідний код.
У невеликих проектах зміїний регістр може використовуватись програмістом на власний смак. У крупних проектах, зазвичай, існує спеціальний документ, що визначає правила іменування змінних, функцій, констант тощо для всіх учасників проекту. Слід зазначити, що використання верблюжого регістру або його відсутність є лише умовною домовленістю програмістів і ніяким чином не впливає на роботу програми.
Згідно з результатами одного дослідження, читачі значно швидше сприймають інформацію, яка написана у зміїному_регістрі, аніж у верблюжомуРегістрі.